# Olympische Sommerspiele 1936/Radsport – Tandem (Männer)
Der 2000-m-Tandem-Bahnradsprint der Männer bei den Olympischen Spielen 1936 in Berlin fand vom 7. bis 8. August im Olympischen Radstadion statt. Olympiasieger wurde das deutsche Duo Ernst Ihbe und Carl Lorenz.

## Ergebnisse

### Runde 1
Lauf 1
| Rang | Athleten                   | Nation   | Zeit   | Anmerkung                      |
| ---- | -------------------------- | -------- | ------ | ------------------------------ |
| 1    | Frans Cools Roger Pirotte  | Belgien  | 11,4 s | Qualifiziert für Viertelfinale |
| 2    | Heino Dissing Bjørn Stiler | Dänemark |        | Hoffnungslauf                  |

Lauf 2
| Rang | Athleten                     | Nation     | Zeit   | Anmerkung                      |
| ---- | ---------------------------- | ---------- | ------ | ------------------------------ |
| 1    | Pierre Georget Georges Maton | Frankreich | 11,0 s | Qualifiziert für Viertelfinale |
| 2    | Franz Dusika Alfred Mohr     | Österreich |        | Hoffnungslauf                  |

Lauf 3
| Rang | Athleten                   | Nation      | Zeit   | Anmerkung                      |
| ---- | -------------------------- | ----------- | ------ | ------------------------------ |
| 1    | Bernard Leene Hendrik Ooms | Niederlande | 11,2 s | Qualifiziert für Viertelfinale |
| 2    | Karl Burkhart Fritz Ganz   | Schweiz     |        | Hoffnungslauf                  |

Lauf 4
| Rang | Athleten                    | Nation             | Zeit   | Anmerkung                      |
| ---- | --------------------------- | ------------------ | ------ | ------------------------------ |
| 1    | Carlo Legutti Bruno Loatti  | Königreich Italien | 11,6 s | Qualifiziert für Viertelfinale |
| 2    | Ernest Chambers John Sibbit | Großbritannien     |        | Hoffnungslauf                  |

Lauf 5
| Rang | Athleten                      | Nation             | Zeit   | Anmerkung                      |
| ---- | ----------------------------- | ------------------ | ------ | ------------------------------ |
| 1    | Ernst Ihbe Carl Lorenz        | Deutsches Reich    | 11,6 s | Qualifiziert für Viertelfinale |
| 2    | William Logan Al Sellinger    | Vereinigte Staaten |        | Hoffnungslauf                  |
| 3    | Miklós Németh Ferenc Pelvássy | Ungarn             |        | Hoffnungslauf                  |

#### Hoffnungsläufe
Die Sieger eines Hoffnungslaufs qualifizierten sich für die zweite Runde.
Hoffnungslauf 1
| Rang | Athleten                   | Nation     | Zeit   | Anmerkung                      |
| ---- | -------------------------- | ---------- | ------ | ------------------------------ |
| 1    | Heino Dissing Bjørn Stiler | Dänemark   | 11,4 s | Qualifiziert für Viertelfinale |
| 2    | Franz Dusika Alfred Mohr   | Österreich |        |                                |

Hoffnungslauf 2
| Rang | Athleten                   | Nation             | Zeit   | Anmerkung                      |
| ---- | -------------------------- | ------------------ | ------ | ------------------------------ |
| 1    | William Logan Al Sellinger | Vereinigte Staaten | 12,0 s | Qualifiziert für Viertelfinale |
| 2    | Karl Burkhart Fritz Ganz   | Schweiz            |        |                                |

Hoffnungslauf 3
| Rang | Athleten                      | Nation         | Zeit | Anmerkung                      |
| ---- | ----------------------------- | -------------- | ---- | ------------------------------ |
| 1    | Ernest Chambers John Sibbit   | Großbritannien | –    | Qualifiziert für Viertelfinale |
| 2    | Miklós Németh Ferenc Pelvássy | Ungarn         | DNS  |                                |

### Viertelfinale
Lauf 1
| Rang | Athleten                     | Nation     | Zeit   | Anmerkung                       |
| ---- | ---------------------------- | ---------- | ------ | ------------------------------- |
| 1    | Pierre Georget Georges Maton | Frankreich | 11,0 s | Qualifiziert für das Halbfinale |
| 2    | Frans Cools Roger Pirotte    | Belgien    |        |                                 |

Lauf 2
| Rang | Athleten                   | Nation          | Zeit   | Anmerkung                       |
| ---- | -------------------------- | --------------- | ------ | ------------------------------- |
| 1    | Ernst Ihbe Carl Lorenz     | Deutsches Reich | 11,8 s | Qualifiziert für das Halbfinale |
| 2    | Heino Dissing Bjørn Stiler | Dänemark        |        |                                 |

Lauf 3
| Rang | Athleten                    | Nation         | Zeit   | Anmerkung                       |
| ---- | --------------------------- | -------------- | ------ | ------------------------------- |
| 1    | Bernard Leene Hendrik Ooms  | Niederlande    | 11,2 s | Qualifiziert für das Halbfinale |
| 2    | Ernest Chambers John Sibbit | Großbritannien |        |                                 |

Lauf 4
| Rang | Athleten                   | Nation             | Zeit   | Anmerkung                       |
| ---- | -------------------------- | ------------------ | ------ | ------------------------------- |
| 1    | Carlo Legutti Bruno Loatti | Königreich Italien | 11,0 s | Qualifiziert für das Halbfinale |
| 2    | William Logan Al Sellinger | Vereinigte Staaten |        |                                 |

### Halbfinale
Halbfinale 1
| Rang | Athleten                     | Nation          | Zeit   | Anmerkung                             |
| ---- | ---------------------------- | --------------- | ------ | ------------------------------------- |
| 1    | Ernst Ihbe Carl Lorenz       | Deutsches Reich | 11,4 s | Qualifiziert für das Finale           |
| 2    | Pierre Georget Georges Maton | Frankreich      |        | Qualifiziert für das Rennen um Bronze |

Halbfinale 2
| Rang | Athleten                   | Nation             | Zeit   | Anmerkung                             |
| ---- | -------------------------- | ------------------ | ------ | ------------------------------------- |
| 1    | Bernard Leene Hendrik Ooms | Niederlande        | 11,4 s | Qualifiziert für das Finale           |
| 2    | Carlo Legutti Bruno Loatti | Königreich Italien |        | Qualifiziert für das Rennen um Bronze |

### Finalrunde
Finale
| Rang | Athleten                   | Nation          | Lauf 1 | Lauf 2 | Lauf 3 | gewonnen | verloren |
| ---- | -------------------------- | --------------- | ------ | ------ | ------ | -------- | -------- |
| 1    | Ernst Ihbe Carl Lorenz     | Deutsches Reich | 11,0 s | 11,0 s | –      | 2        | 0        |
| 2    | Bernard Leene Hendrik Ooms | Niederlande     |        |        | –      | 0        | 2        |

Rennen um Bronze
| Rang | Athleten                     | Nation             | Lauf 1 | Lauf 2 | Lauf 3 | gewonnen | verloren |
| ---- | ---------------------------- | ------------------ | ------ | ------ | ------ | -------- | -------- |
| 3    | Pierre Georget Georges Maton | Frankreich         | 11,0 s | 11,4 s | –      | 2        | 0        |
| 4    | Carlo Legutti Bruno Loatti   | Königreich Italien |        |        | –      | 0        | 2        |

## Weblink
- Ergebnisse